# بزرگترین نبرد دریایی در تاریخ

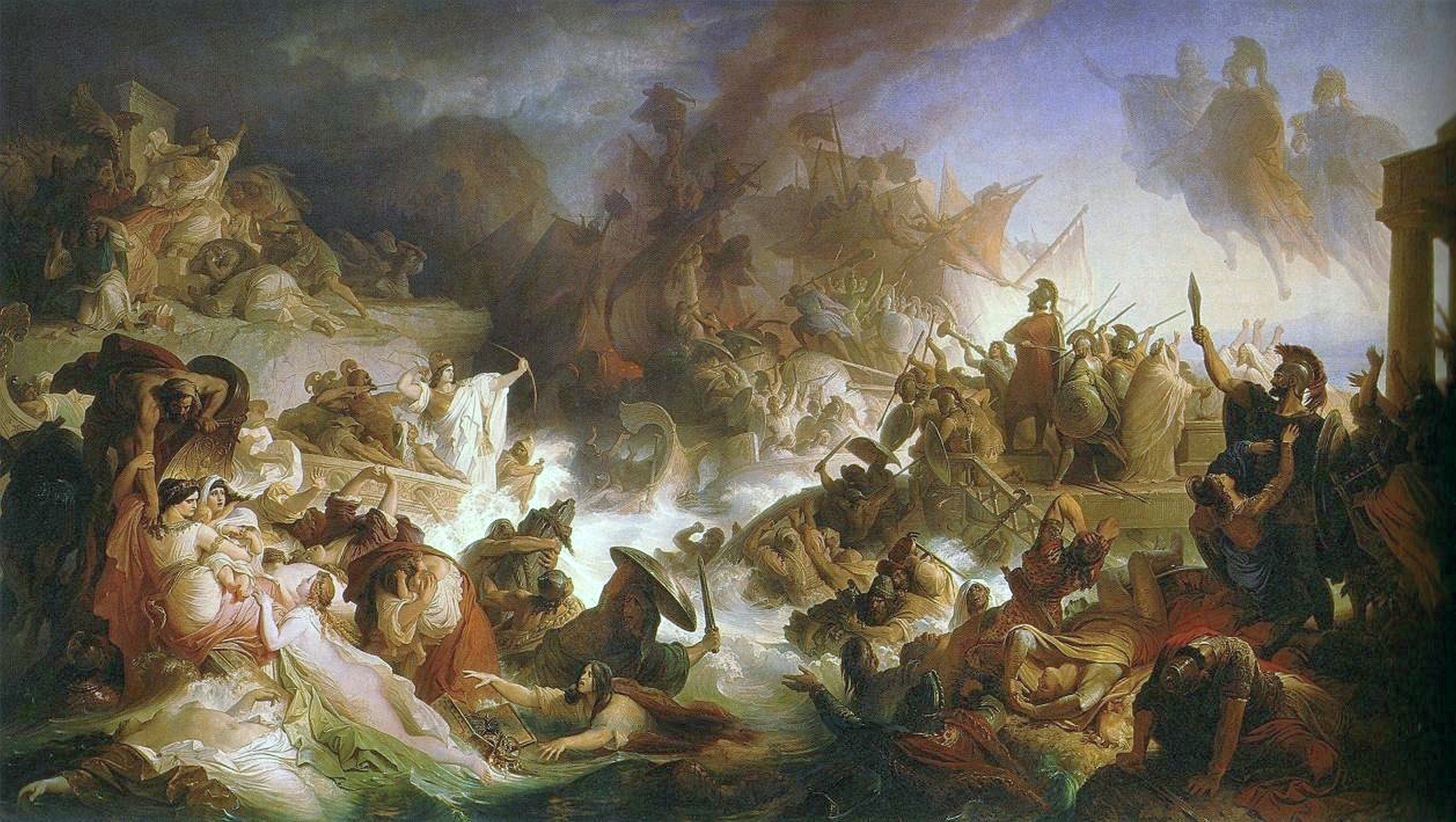
نقاشی سبک رمانتیک از نبرد سالامیس اثر ویلهلم فون کاولباخ

" بزرگترین نبرد دریایی در تاریخ " عنوان مورد مناقشه بین هوادارهای معیارهای مختلف است که شامل تعداد جنگ جویان و/یا کشتی‌های درگیر در نبرد دریایی، جابجایی کل کشتی‌های درگیر و گاهی اوقات اهمیت ویا پیامدهای این نبرد در حالی که نبردهای انجام شده در دوران مدرن به خوبی مستند شده‌است، اعداد مربوط به دوران پیش از رنسانس معمولاً توسط وقایع نگاران معاصر اغراق‌آمیز و به دور از واقعیت هستند.

## ارزیابی هلموت پمسل
در سال ۱۹۷۵، مورخ اتریشی هلموت پمسل تلاش کرد تا نبردهای دریایی در تاریخ را با یک روش امتیازدهی ارزیابی کند. هلموت پمسل به هر یک از چهار جنبه نبرد امتیازی به شرح زیر اختصاص داد:
- افراد درگیر (۱–۴)
- اهمیت استراتژیک (۰–۲)
- اجرای تاکتیکی (۰–۲)
- اهمیت سیاسی (۰–۱)

به گفته پمسل، بزرگترین نبرد دریایی تا به حال در تاریخ جهان رخ داده‌است، نبرد خلیج لیته است که ۸ امتیاز از مجموع ۹ امتیاز ممکن را به دست آورد، این در حالی است که شش نبرد دیگر با ۷ امتیاز هر کدام در رده دوم قرار گرفتند: نبرد سالامیس، آگیتس، نبرد آکتیوم، لا هوگ، نبرد ترافالگار و نبرد یوتلاند.

## نامزدها
- نبرد سالامیس، سپتامبر ۴۸۰ قبل از میلاد ناوگانی متشکل از ۳۷۱ کشتی یونانی ۶۰۰ تا ۹۰۰ کشتی ایرانی را در این نبرد سرنوشت ساز در سواحل آتن شکست دادند. تخمین رده بالای ۱۲۷۱ کشتی درگیر، بیشترین تعداد کشتی‌های درگیر در یک نبرد است. ترییرهای یونانی معمولاً حدود ۲۰۰ نفر خدمه داشتند، و پنتاکترهای کوچکتر هر کدام توسط ۵۰ پاروزن خدمه می‌شدند، با این حال تعداد کل پرسنل درگیر در نبرد نامشخص است.  نبرد دریایی نزدیک اکنوموس (۲۵۶ قبل از میلاد) اثر گابریل دو سنت اوبین

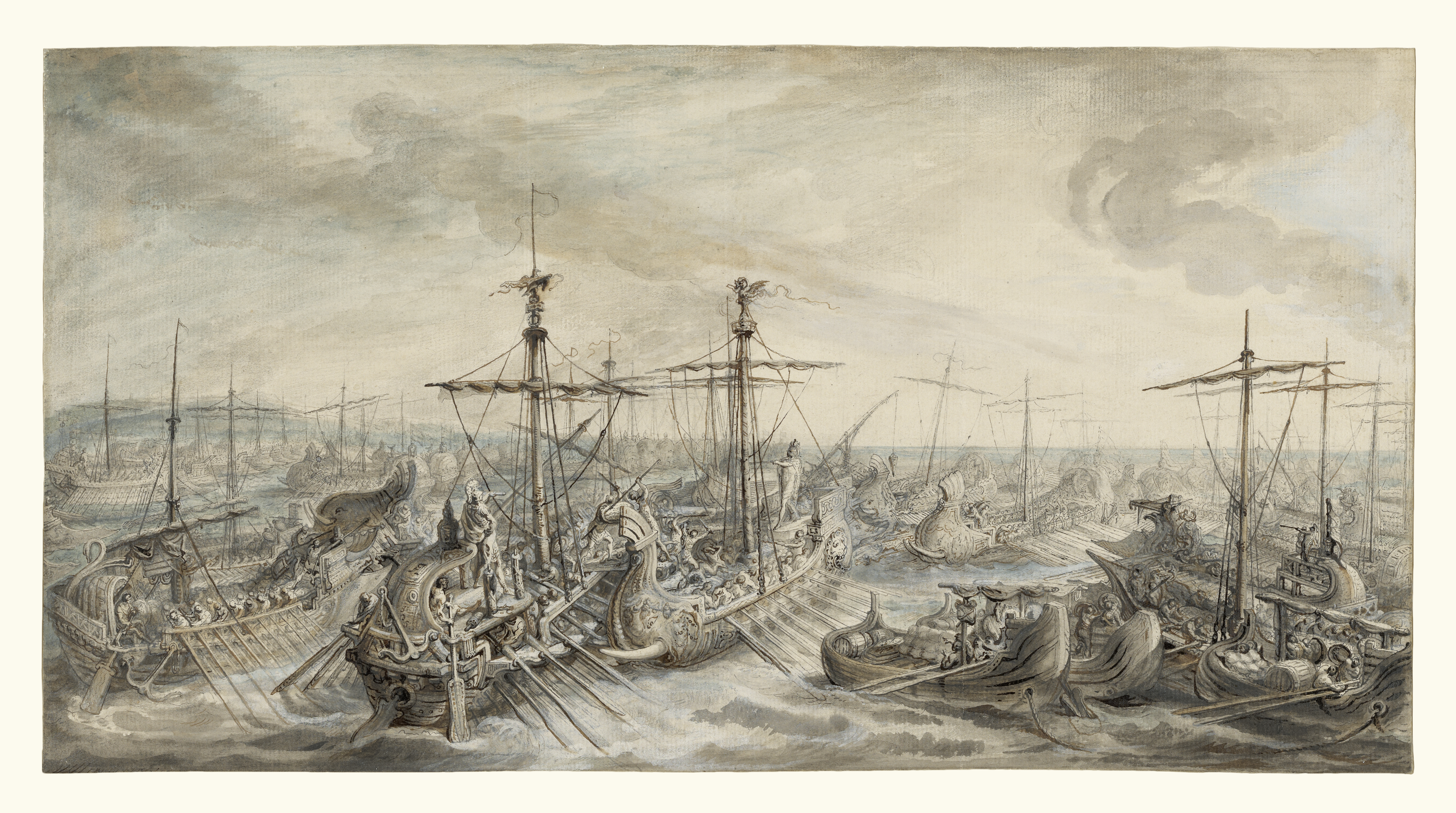
نبرد دریایی نزدیک اکنوموس (۲۵۶ قبل از میلاد) اثر گابریل دو سنت اوبین

- نبرد کیپ اکنوموس، ۲۵۶ قبل از میلاد یکی از اولین پیروزی‌های بزرگ دریایی روم باستان بر رقیب خود، شهر کارتاژ باستان، در طول نخستین جنگ کارتاژ. در مجموع ناوگان رومی ۱۴۰۰۰۰ نفر را در کشتی داشت: پاروزنان، سایر خدمه، تفنگداران دریایی و سربازها. تعداد کارتاژینیان به‌طور قطعی کمتر شناخته شده‌است، اما پولیبیوس آن را ۱۵۰۰۰۰ تخمین زده‌است، و اکثر مورخان مدرن به‌طور گسترده از آن حمایت می‌کنند. اگر این ارقام تقریباً درست باشد، این احتمالاً بزرگترین نبرد دریایی تمام دوران است، از نظر تعداد رزمندگان درگیر.[۲][۳]
- دیسترویر اسکورت، زمستان ۲۰۸–۲۰۹ پس از میلاد. نبرد سرنوشت‌ساز بین جنگ‌سالار سائو سائو و جنگ‌سالاران سان کوان، لیو بی و لیو چی باعث شد که نیروهای متحد بسیار کوچکتر از ۵۰۰۰۰ نفر نیروی حداقل ۲۲۰۰۰۰ نفری کائو کائو را شکست دهند. تخمین‌های دقیق اعداد احتمالاً به مرور زمان از دست می‌رود، اما ممکن است از نظر شرکت‌کنندگان بزرگ‌ترین باشد که توسط برخی منابع پشتیبانی می‌شود.[۴]
- یامن، ۱۹ اسفند ۱۲۷۹. این نبرد تسخیر دودمان یوآن به رهبری مغول بر دودمان سونگ را تکمیل کرد. ادعا می‌شود که بیش از ۱۰۰۰ کشتی دودمان سونگ توسط ناوگان خاندان یوان در نزدیکی یامن، گوانگدونگ، چین نابود شدند. این بیشتر از تخمین پایین‌تر کشتی‌های درگیر در نبرد سالامیس است. با این حال همه کشتی‌های سونگ کشتی جنگی نبودند.
- دریاچه پویانگ، ۳۰ مرداد – 4 مهر ۱۳۶۳. ادعا می‌شود که این بزرگترین نبرد دریایی از نظر پرسنل است و ۸۵۰۰۰۰ ملوان و سرباز در آن شرکت دارند. یک نیروی شورشی دودمان مینگ در خاورآسیا، که گفته می‌شود ۲۰۰۰۰۰ نیرو دارد، به فرماندهی ژو یوانژانگ، با یک نیروی شورشی هان، که ادعا می‌شود ۶۵۰٬۰۰۰ نیرو دارد، به فرماندهی چن یولیانگ، در دریاچه پویانگ، بزرگترین دریاچه آب شیرین چین، ملاقات کرد.
- نبرد یوتلاند، ۳۱ ممکن است – 1 ژوئن ۱۹۱۶. ناوگان دریای آزاد نیروی دریایی امپراتوری آلمان به فرماندهی معاون دریاسالار راینهارد شر و ناوگان بزرگ بریتانیا به فرماندهی دریاسالار سر جان جلیکو درگیر نبرد در نزدیکی جوتلند دانمارک در طول جنگ جهانی اول شدند. ناوگان آلمانی متشکل از ۱۶ کشتی جنگی دردنوت و ۶ کشتی جنگی پیش از دردنات، ۵ رزمناو، ۱۱ رزمناو سبک و ۶۱ قایق اژدر ناوگر بود، در حالی که ناوگان بریتانیا از ۲۸ کشتی جنگی، ۹ رزمناو رزمی، ۸ رزمناو زرهی، ۲۶ کشتی سبک زرهی تشکیل شده بود. ۷۸ ناوشکن، ۱ مین گیر و ۱ کشتی هواگرد آبنشین. بریتانیا تلفات بیشتری را متحمل شد و کشتی‌های بیشتری را نسبت به آلمان از دست داد، اما نتیجه یک موفقیت استراتژیک برای بریتانیا بود زیرا منجر به مهار موفقیت‌آمیز ناوگان آلمان شد. از نظر جابجایی کلی کشتی‌های درگیر، این بزرگترین نبرد سطحی بود.[۴]
- نبرد دریای فیلیپین، ۱۹–۲۰ ژوئن ۱۹۴۴. این بزرگترین نبرد ناو هواپیمابر در تاریخ بود که شامل پانزده ناوگان آمریکایی و ناو هواپیمابر سبک، ۹ کشتی ژاپنی، ۱۷۰ کشتی جنگی دیگر و حدود ۱۷۰۰ هواپیما بود. از نظر جابجایی، گروه ضربت حامل سریع ناوگان پنجم ایالات متحده (TF 58) بزرگترین تشکیلات دریایی منفرد است که تاکنون به جنگ پرداخته‌است.

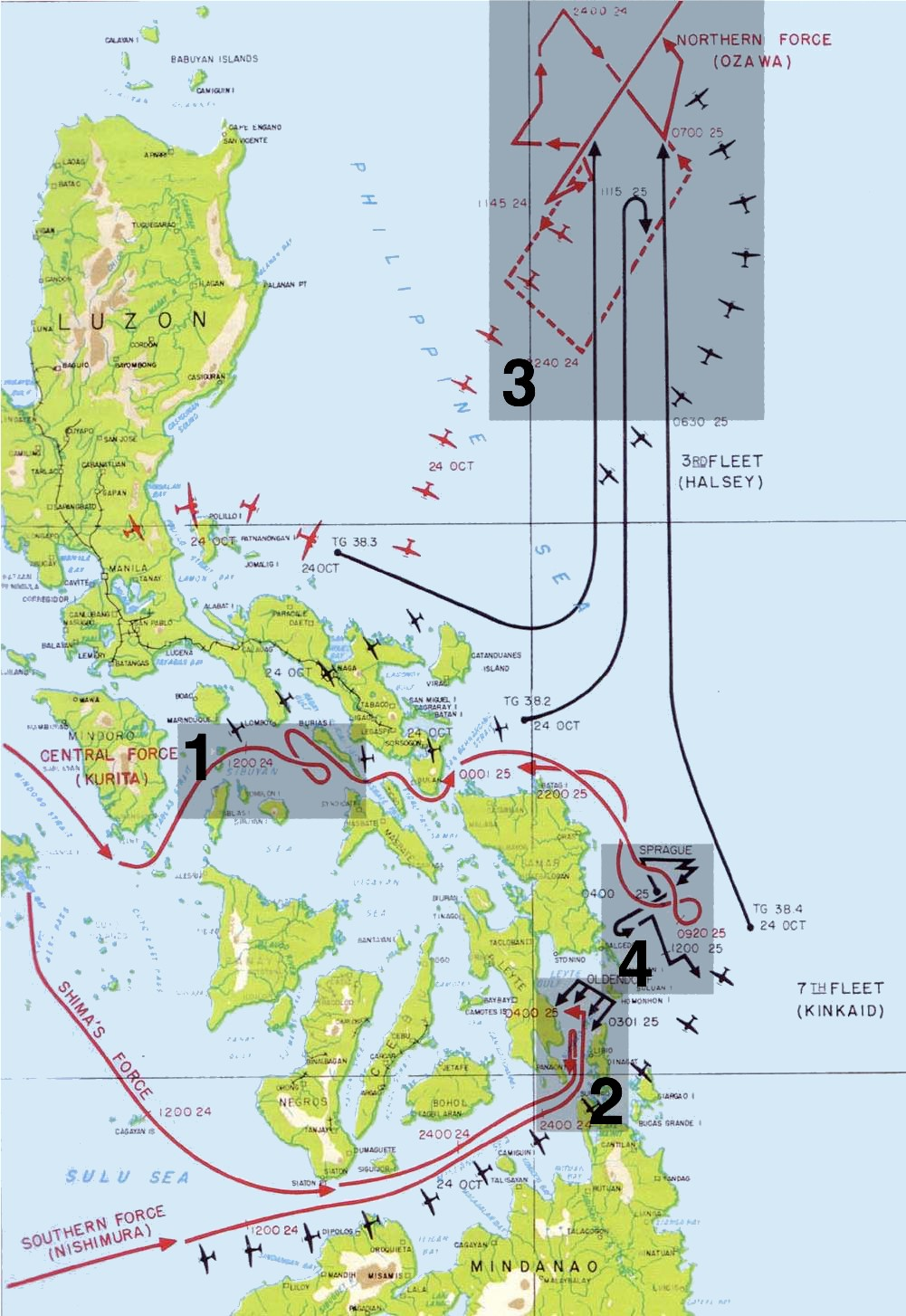
چهار اقدام اصلی در نبرد خلیج لیته: ۱ نبرد دریای سیبویان ۲ نبرد تنگه سوریگائو ۳ نبرد در کیپ انگانیو ۴ نبرد در نزدیکی سامار. خلیج لیته شمال ۲ و غرب ۴ است. جزیره لیته در غرب خلیج فارس قرار دارد.

- نبرد خلیج لیته، ۲۳–۲۶ اکتبر ۱۹۴۴. بزرگترین از نظر جابجایی کشتی‌ها در دستورات ترکیبی نبرد، اگر نه لزوماً از نظر جابجایی کشتی‌های درگیر، از نظر جابجایی کشتی‌های غرق شده و از نظر وسعت منطقه ای که در داخل آن قرار دارد، بزرگترین بود. نبردهای جزء اتفاق افتاد. ناوگان سوم و هفتم ایالات متحده (در مجموع، گروه‌های ضربت ۳۸، ۷۷، ۷۸ و ۷۹) شامل برخی ناوهای جنگی استرالیایی، شامل ۸ ناو هواپیمابر بزرگ، ۸ ناو سبک، ۱۸ ناو اسکورت، ۱۲ ناو جنگی، ۲۴ ناو جنگی و ناوشکن بود. دیسترویر اسکورت، و بسیاری از کشتی‌های دیگر، و همچنین حدود ۱۵۰۰ هواپیما. متفقین یک پیروزی قاطع بر نیروهای ژاپنی به دست آوردند که شامل ۱ ناو هواپیمابر بزرگ، ۳ ناو هواپیمابر سبک، ۹ ناو جنگی، ۱۹ رزمناو، ۳۴ ناوشکن و چند صد هواپیما بود. ناوگان‌های مخالف مجموعاً حدود ۲۰۰۰۰۰ پرسنل را حمل می‌کردند. خلیج لیته شامل چهار نبرد اصلی فرعی بود: نبرد دریای سیبویان، نبرد تنگه سوریگائو، نبرد سامار، و نبرد در کیپ انگانیو، همراه با اقدامات دیگر. به دلیل اینکه همه آنها نتیجه عملیات ژاپنی Sho-Go بود که با هدف نابودی نیروهای آبی خاکی متفقین درگیر در تهاجم به لیته بود، با هم شمرده می‌شوند. با این حال، نبردهای انفرادی با فواصل دویست مایلی و همچنین چندین روز، از اولین اقدام زیردریایی تا عقب‌نشینی ژاپنی‌ها از هم جدا شدند.